# Migjen Kelmendi
Migjen Kelmendi és un periodista albanès. Llicenciat en Dret a la Universitat de Pristina (1983). Estudia Direcció de Mitjans de Comunicació a la Concordia University de Mont-real, Canadà. Va ser cap d'edició del programa Contacto de Ràdio Televisió de Pristina (1988-1990), productor executiu de Televisió Victoria de Nova York (1996) i del Programa Satèl·lit Albanès (1997-1999), i director de televisió de Ràdio Televisió de Kosovo (2000-2001). A més a més ha estat el fundador de la revista setmanal Epoca (1991) i de la revista literària MM (1996). Actualment és editor del diari setmanal Java, fundat per ell el 2001.
És autor de quatre llibres: The Gate of Time (1994), la seva primera novel·la, Carere Patria (1997), una col·lecció anotada d'impressions i experiències albaneses, Toward Home, assaigs curts sobre els Estats Units, i To Change The World: A Short History of The Traces (2003), un projecte multimèdia en llengua albanesa. Ha traduït en albanès obres dels escriptors Danilo Kiš i Jorge Luis Borges.